# Electro-Harinera de Palma del Río
La Electro-Harinera de Palma del Río fue una planta industrial situada en el municipio español de Palma del Río, en la provincia de Córdoba. Las instalaciones, dedicadas a la fabricación de harinas a partir del grano de trigo, estuvieron activas durante la segunda mitad del siglo XX.

## Historia
La fábrica fue construida en los años 1941-1942 al sur de la localidad, junto al río Genil. Las instalaciones fueron ampliadas durante la década de 1950 con el fin de aumentar la producción harinera, levantándose un silo de grano en 1956 cuya construcción corrió a cargo del Servicio Nacional del Trigo (SNT). El complejo industrial se mantuvo en funcionamiento hasta su clausura en 1992.

## Características
El conjunto estaba formado por un silo de grano, una nave de molinos y varias construcciones anejas para el almacén de sacos. La fábrica de harinas (o nave de molinos) presenta una planta rectangular, dos alturas y estructura de madera. En el exterior destaca por la decoración del hastial de aires regionalistas, en los que se inscribe en azulejos el nombre de la fábrica.
Junto a la fábrica se encuentra el silo de grano que caracteriza el conjunto. Este silo, catalogado tipológicamente como D, fue construido con hormigón armado y tiene una capacidad de almacenamiento vertical de 2300 toneladas. El edificio se encuentra organizado a partir de dos plantas de maniobra (una superior y otra inferior a las celdas de almacenamiento del grano) y la torre frontal, donde se ubican las comunicaciones verticales y los tubos para la subida del grano.